# Кожино (Бережанська волость)
Кожино (рос. Кожино) — присілок в Островському районі Псковської області Російської Федерації.
Населення становить 5 осіб. Входить до складу муніципального утворення Бережанская волость.

## Історія
Від 2015 року входить до складу муніципального утворення Бережанская волость.

## Населення
| 2001 | 2002 | 2010 |
| ---- | ---- | ---- |
| 10   | ↘6   | ↘5   |